# Laphria walkeri
Laphria walkeri är en tvåvingeart som beskrevs av Günther Enderlein 1914. Laphria walkeri ingår i släktet Laphria och familjen rovflugor. Inga underarter finns listade i Catalogue of Life.